# Clemens Klotz
Clemens Klotz, geboren Klemens August Klotz, (* 31. Mai 1886 in Köln; † 18. August 1969 ebenda) war ein deutscher Architekt.

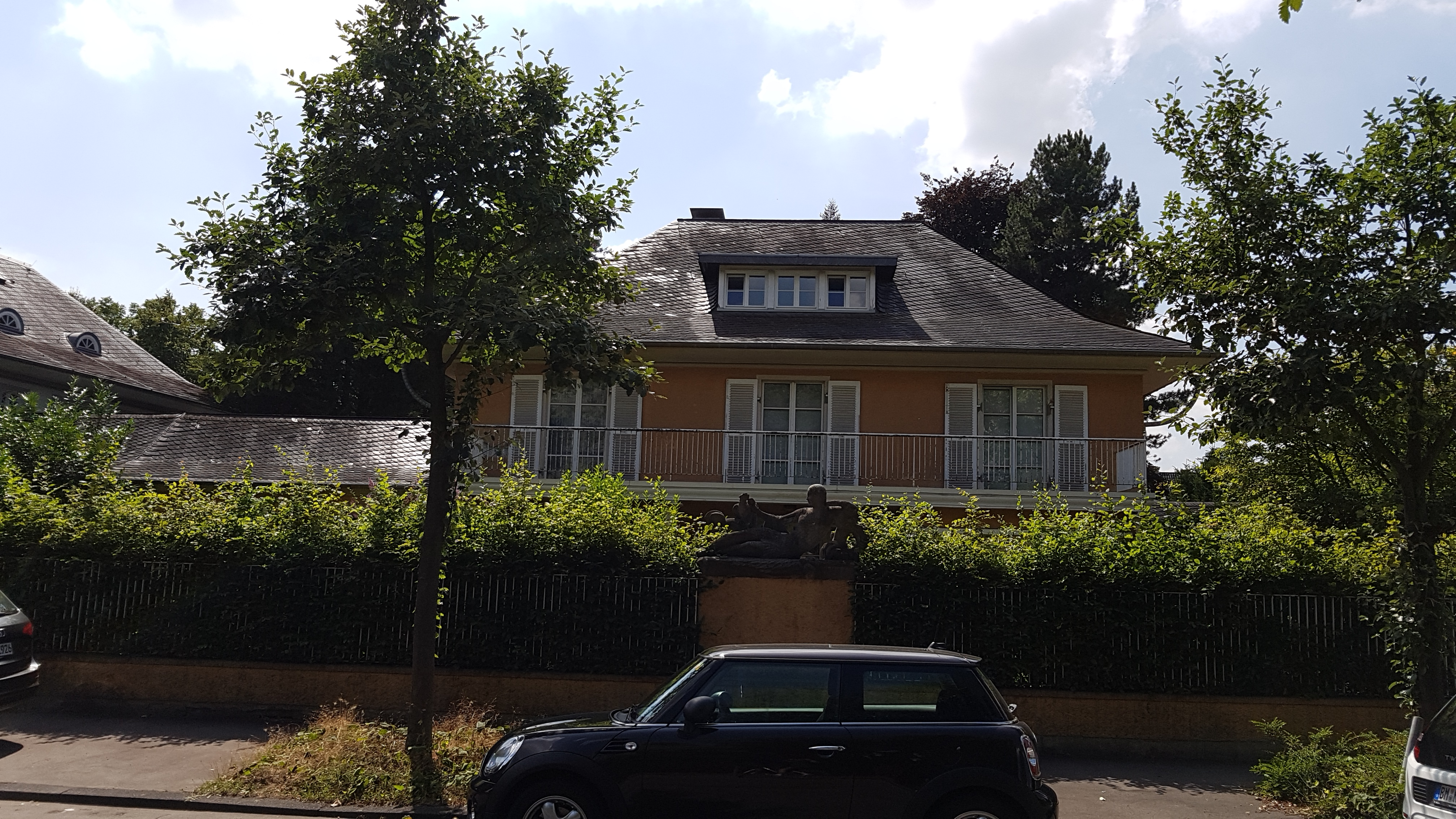
Wohnhausgruppe Eugen-Langen-Straße (1925)

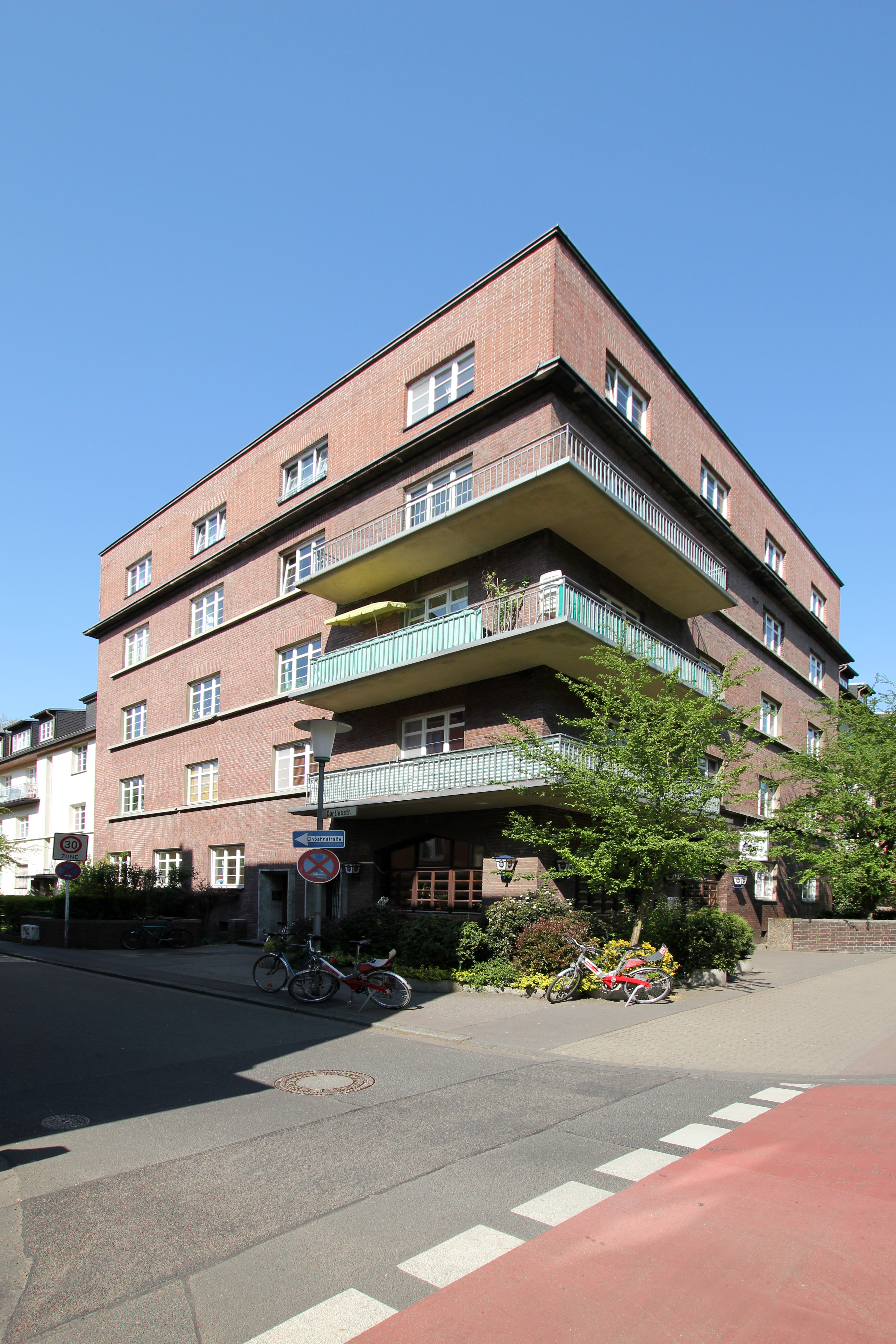
Mehrfamilienhäuser Sülzgürtel (1927–1928)

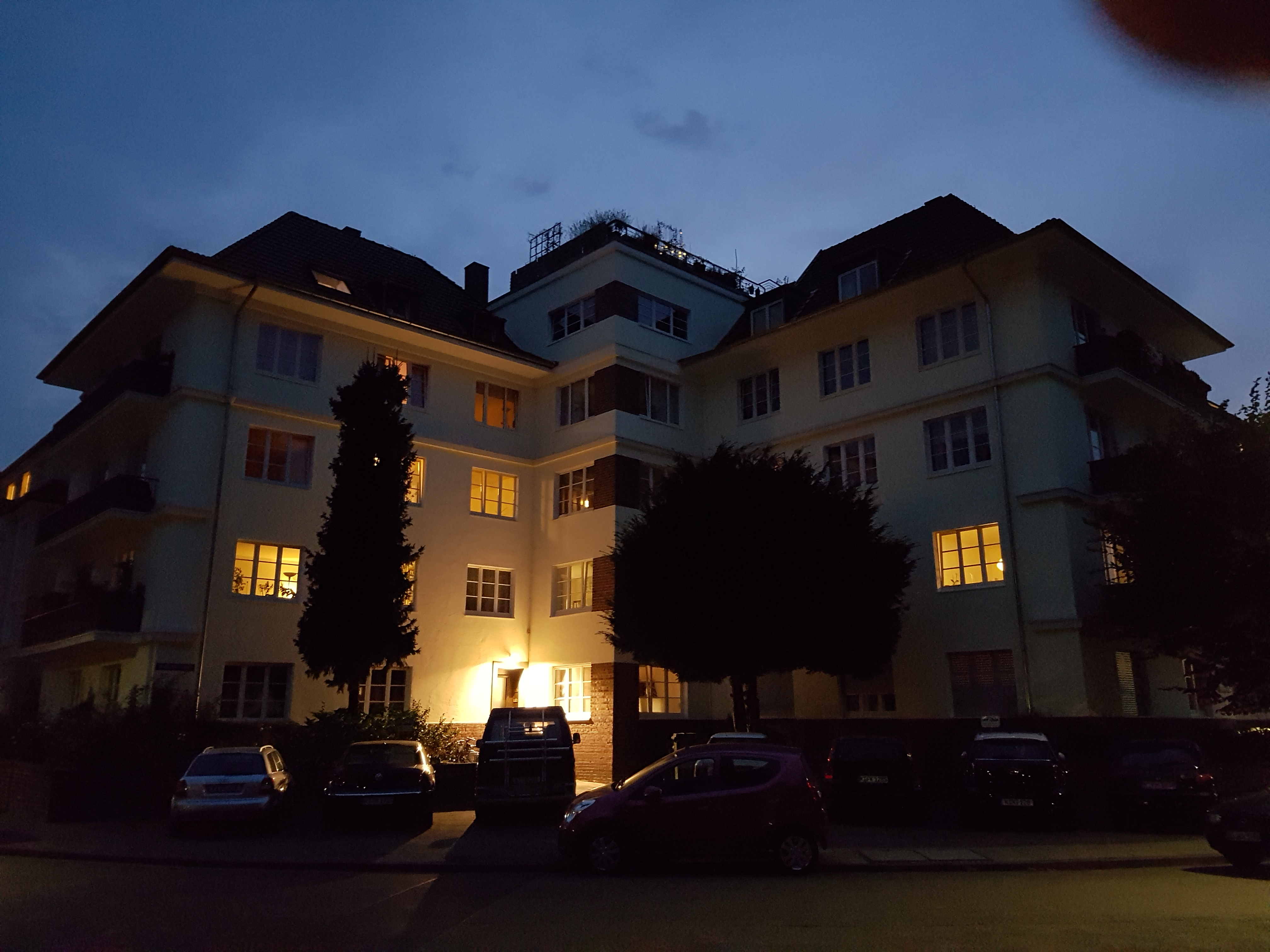
Wohnhausgruppe Mathiaskirchplatz (vor 1929)

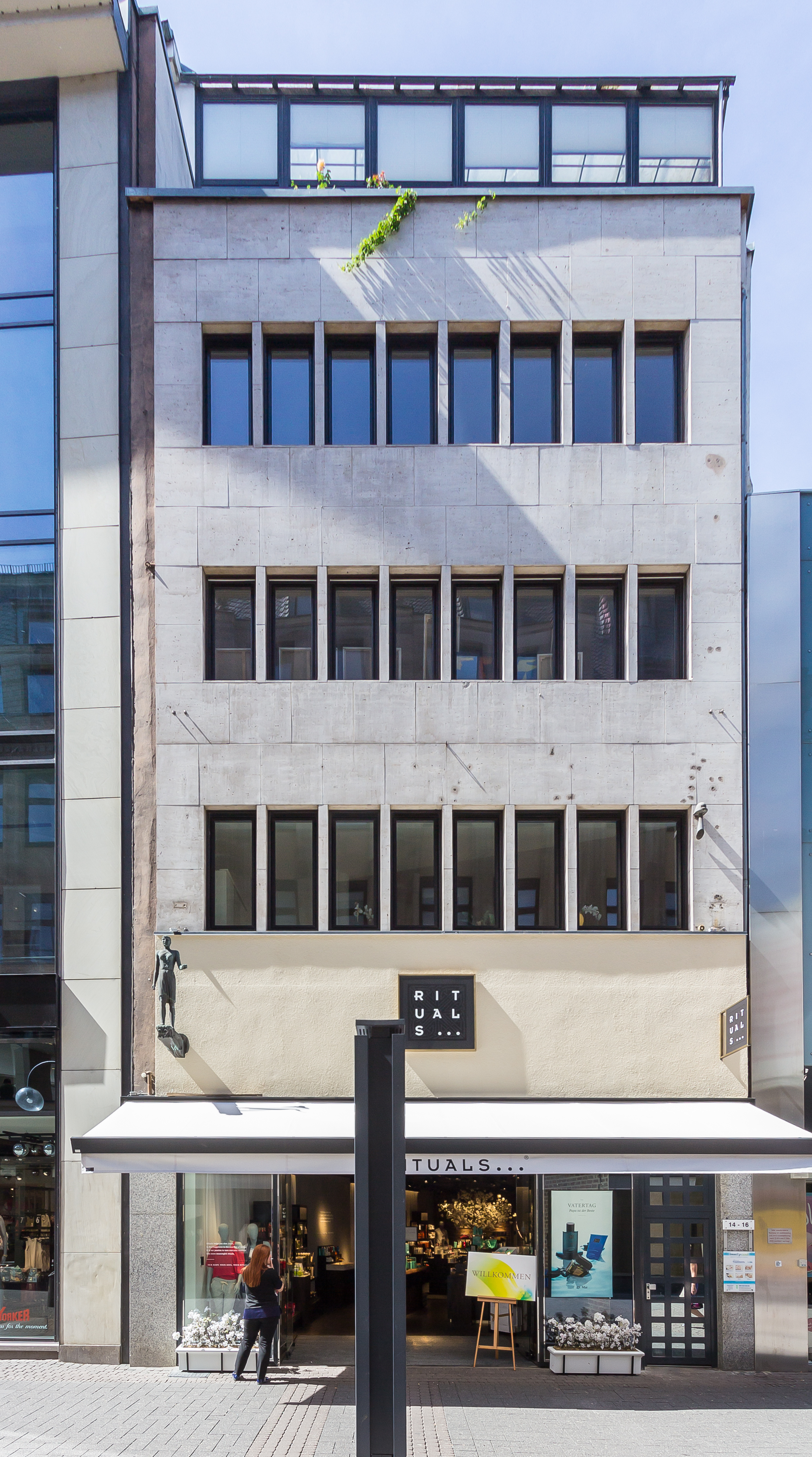
Geschäftshaus Schildergasse (1929)

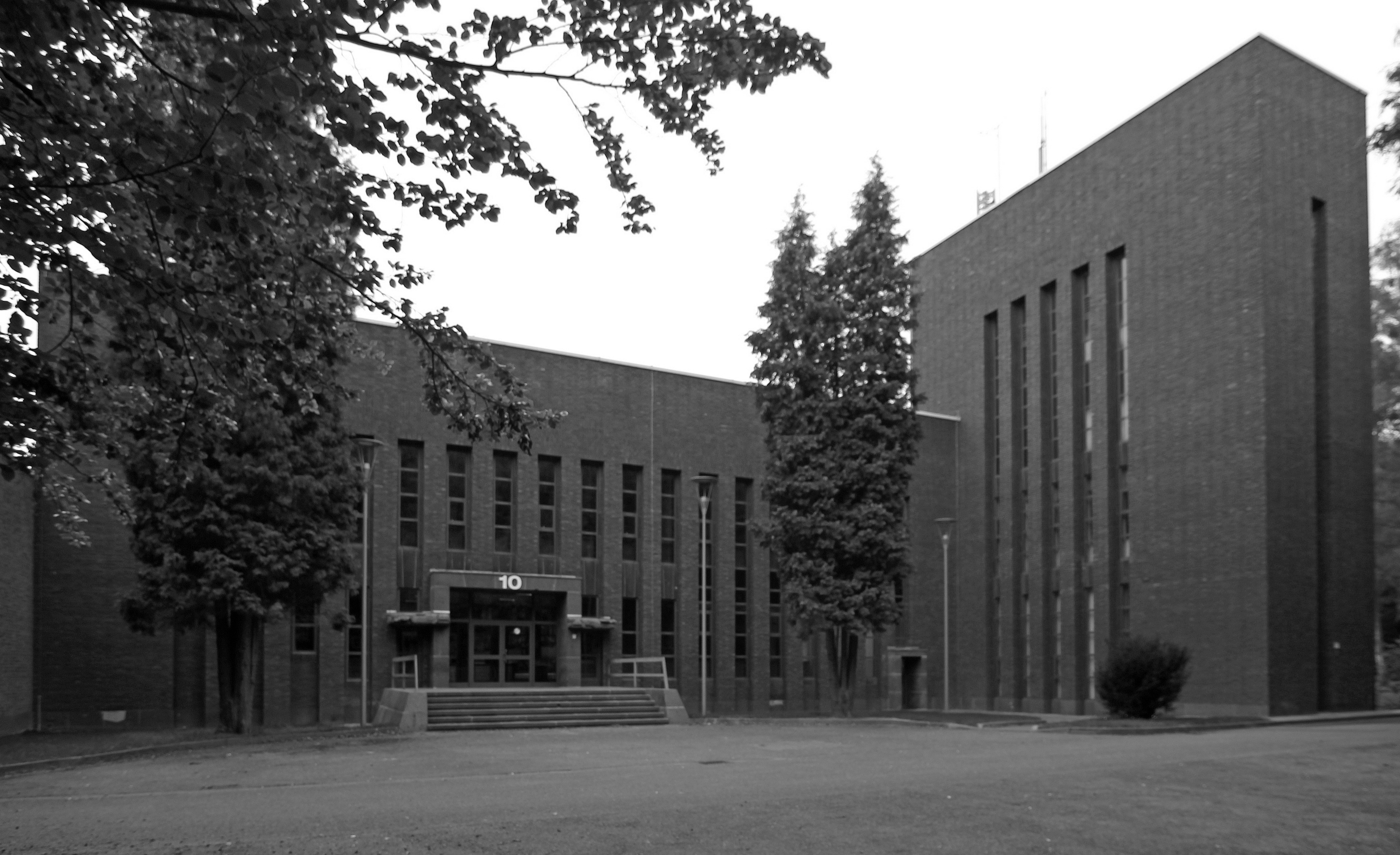
Wasserwerk Weiler (1928–1931)

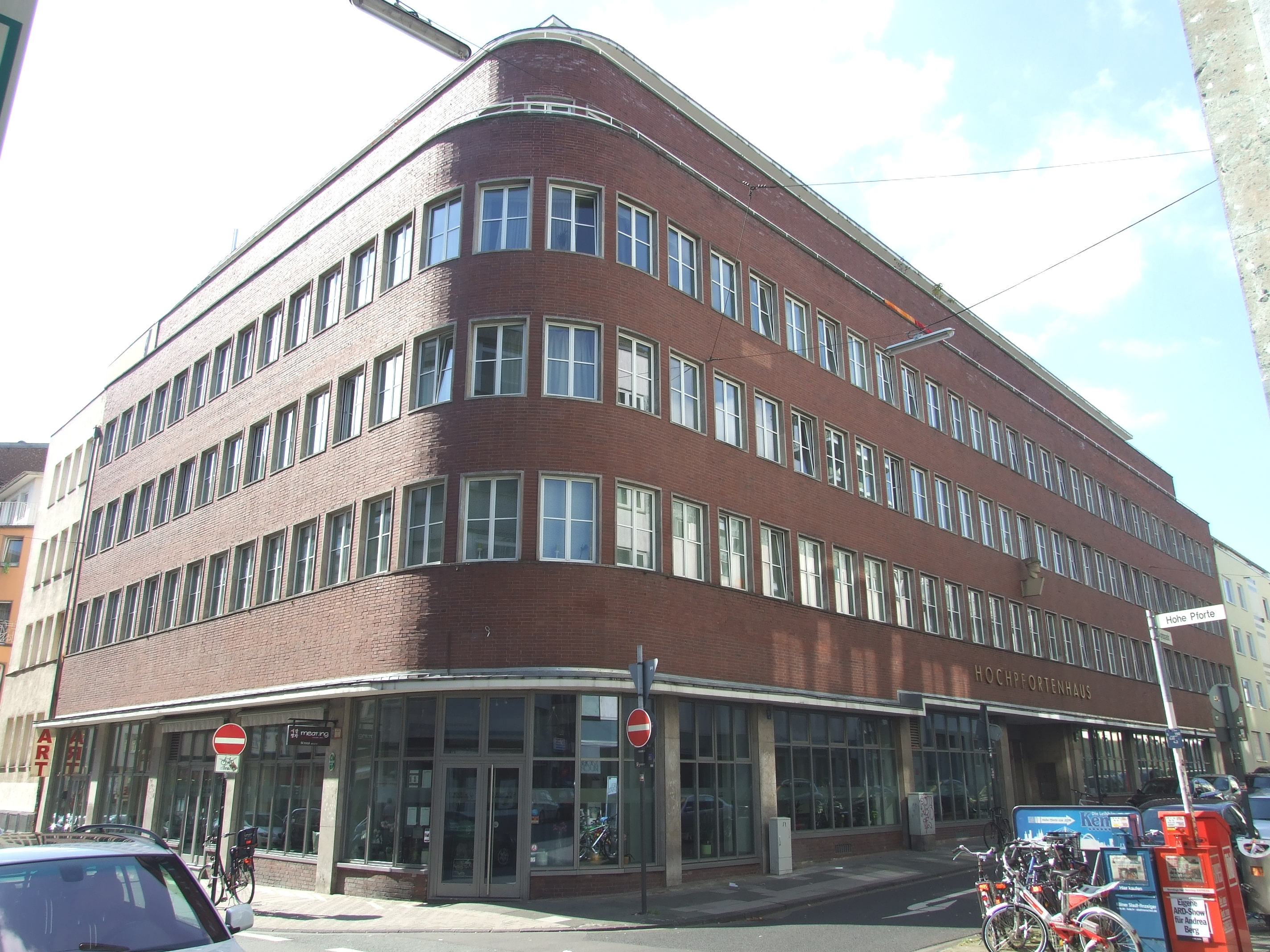
Hochpfortenhaus (1930)

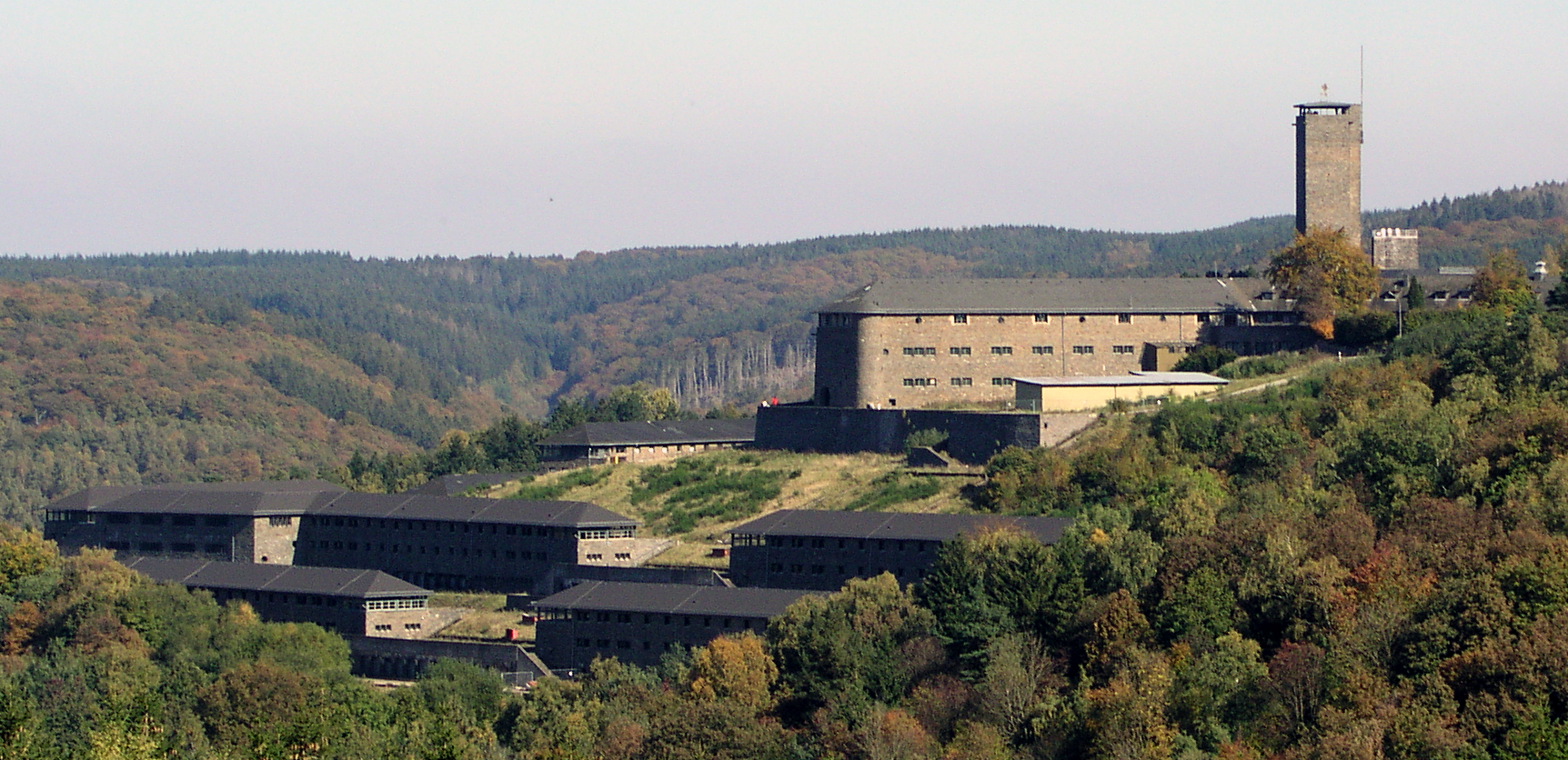
NS-Ordensburg Vogelsang (1933–1935)

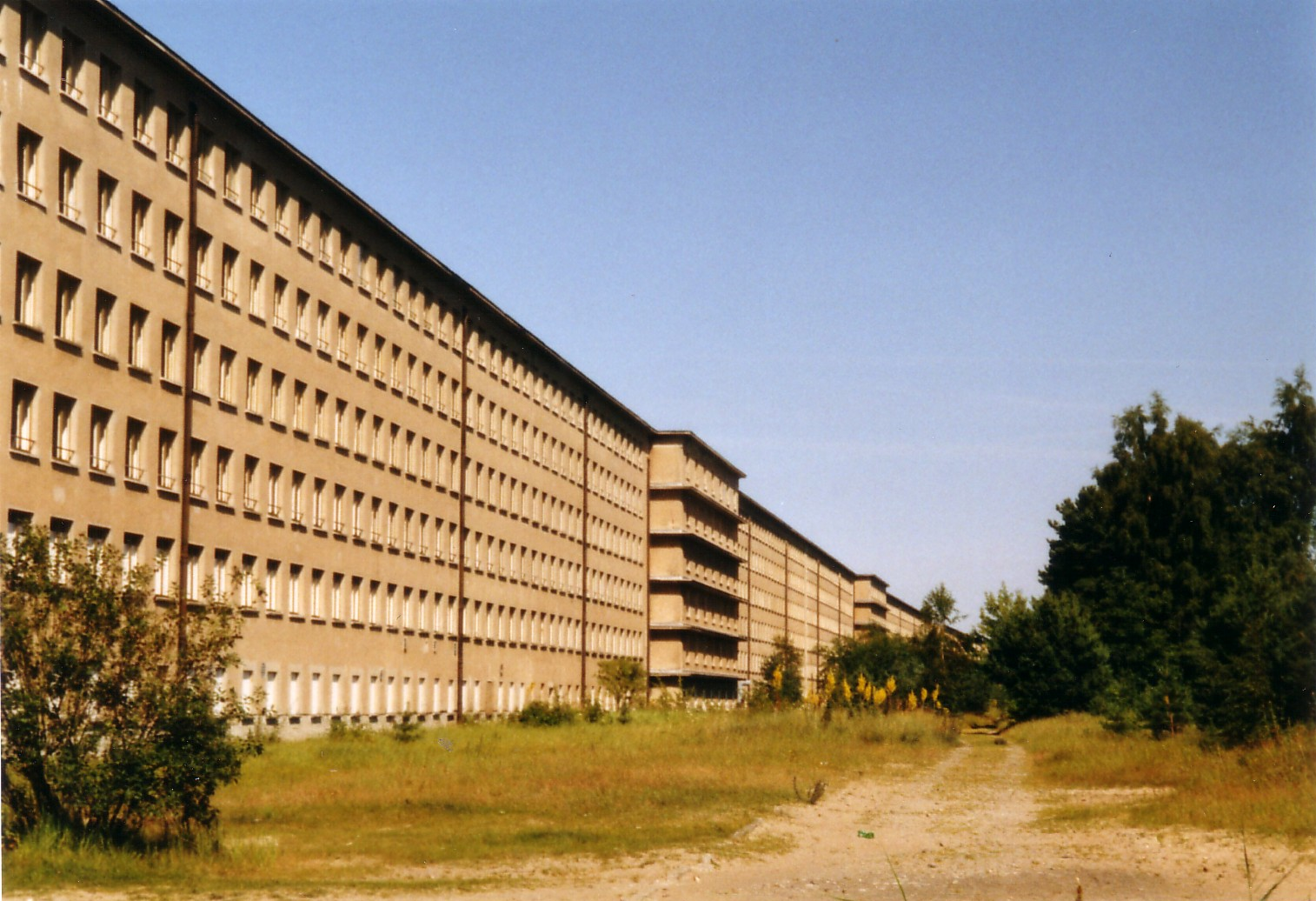
Seebad Prora (1935–1939)

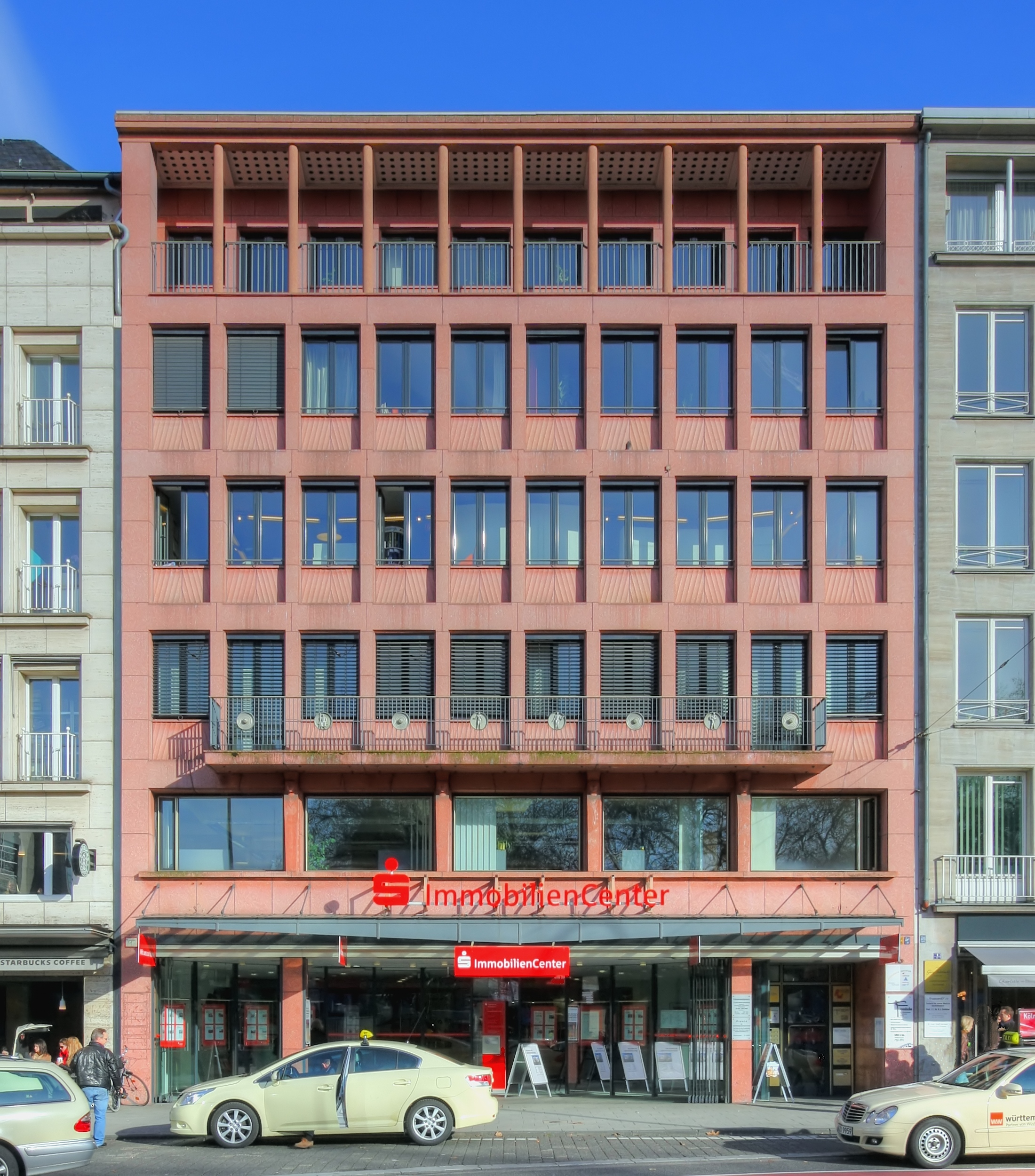
Wohn- und Geschäftshaus Neumarkt (1952)

## Leben
Clemens Klotz war Sohn des Buchhändlers und Besitzers des Kölner Hänneschen-Puppentheaters, Peter Josef Klotz. Nach dem Besuch der Volksschule begann er 14-jährig eine praktische Ausbildung in dem Atelier des Kölner Architekten Heinrich Band und setzte diese ab etwa 1903 im Büro des Architekten Carl Moritz fort. Um 1906/1907 ging er nach Dresden und trat dort in das renommierte Atelier Lossow & Kühne ein. Darauf wurde Klotz erster Entwurfsarchitekt im Dresdner Büro Schilling & Graebner, bevor er 1910/1911 gemeinsam mit dem Kölner Architekten Josef Reuß unter der Firma Klotz & Reuß sein erstes eigenständiges Büro in seiner Heimatstadt eröffnete.
Köln und die nähere Umgebung blieben sein Haupttätigkeitsfeld. Mit einer Unterbrechung durch den Ersten Weltkrieg arbeitete Klotz an Wohnungsbau-Projekten, Ein- und Zweifamilienhäusern, aber auch mehrgeschossigen Wohnhäusern sowie Büro- und Geschäftsbauten. Bereits in den 1920er Jahren vertrat er eine regionale Bautraditionen aufgreifende Spielart der modernen Architektur. Nach dem Krieg führte Clemens Klotz ein eigenes Atelier, arbeitete jedoch teilweise mit seinem Bruder, dem Architekten Viktor Klotz (* 17. September 1874 in Köln; † 1926) zusammen. Von etwa 1921 bis 1933 ging er wiederum eine Partnerschaft ein, nun mit dem Regierungsbaumeister a. D. Joseph Fieth (* 20. April 1884 in Brühl (Rheinland); † 27. Januar 1953).
Nach der „Machtergreifung“ der Nationalsozialisten 1933 wurde Klotz, vermutlich durch persönliche Beziehungen zu Robert Ley, zum „beauftragten Architekten der Reichsleitung für die Errichtung der Schulungsbauten der NSDAP und der DAF“ und 1938 zusätzlich zum „Vertrauensarchitekten der DAF“. Clemens Klotz fertigte unter anderem die Entwürfe für das „KdF“-Seebad Prora auf Rügen und die Ordensburgen Vogelsang und Crössinsee. Durch Ley erhielt Klotz verschiedene große Aufträge, so für ein „Haus der deutschen Arbeit“ und für ein „Gauforum“ in Köln.
Am 31. Mai 1936 ernannte ihn Adolf Hitler zum Professor. Etwas später wurde Klotz in die Preußische Akademie der Künste aufgenommen. In der Endphase des Zweiten Weltkriegs nahm ihn Hitler in die Gottbegnadeten-Liste der in seinen Augen wichtigsten Architekten auf, was Klotz vor einem Kriegseinsatz, auch an der „Heimatfront“ bewahrte. Trotzdem galt er unter seinen Kollegen als Außenseiter und Emporkömmling, der seine Position weniger fachlicher Qualifikation als der Beziehung zu Ley zu verdanken schien.
1938/1939 war Klotz auf der zweiten deutschen Architekturausstellung im Münchener Haus der Deutschen Kunst mit einem Entwurf für die Adolf-Hitler-Schule Waldbröl vertreten. Klotz war zur gleichen Zeit verantwortlich für den Umbau des Landguts Rottland bei Waldbröl für Robert Ley.
Viele seiner in den 1930er Jahren entstandenen Entwürfe für Bauprojekte wurden nicht ausgeführt, so etwa die Pläne für eine völlige Umgestaltung Kölns in Anlehnung an die Pläne Albert Speers für Berlin. Der seit Beginn des Zweiten Weltkriegs schwindende Einfluss Leys hatte auch für Klotz Folgen: Für den vorgesehenen Wiederaufbau zerstörter Städte wurde er nicht mehr in Betracht gezogen.
In der Nachkriegszeit spielte Klotz im Gegensatz zu Kollegen wie Wilhelm Kreis oder Hermann Giesler keine besondere Rolle mehr im Baugeschehen. Seine weiterhin an den Planungsprinzipien der NS-Zeit orientierten Entwürfe fanden nur noch wenig Anklang.
Klotz starb 1969 in seinem Haus in Köln-Bayenthal. Er war verwitwet von Luise Klotz geb. Bauer, die er 1912 geheiratet hatte.

## Bauten und Entwürfe (Auswahl)
- 1910: Wettbewerbsentwurf für ein Bismarck-Nationaldenkmal auf der Elisenhöhe bei Bingerbrück (mit Georg Grasegger; nicht prämiert)[6]
- 1921: Haus Abelen in Köln-Marienburg
- 1921: Haus Fieth in Köln-Marienburg, Eugen-Langen-Str. 18[7] Lage
- 1922: Wohnhaus für Regierungsrat Dr. Rheindorff in Köln-Marienburg
- 1923: Haus Heckmann in Köln-Marienburg (Skulpturen von Willy Meller)
- 1923: Direktorenwohnhaus der Farbwerke W.A. Hospelt in Köln-Braunsfeld
- 1924–1925: Doppelwohnhaus Sauerwald an der Heinestraße in Köln-Lindenthal (mit Joseph Fieth)[8]Lage
- 1925: Haus Hopmann in Köln-Braunsfeld (mit Joseph Fieth)[8]
- 1925: Haus Klotz in Köln-Bayenthal (in der Gartenhalle Skulptur von Willy Meller)[8]
- 1925: Jugendheim der Kath. Kirchengemeinde St. Anna in Köln-Ehrenfeld
- 1925–1926: Mehrfamilienhäuser am Oberländerwall in Köln[8]
- 1925–1926: Jugendheim der Kath. Kirchengemeinde St. Joseph in Köln-Braunsfeld, Wiethasestraße 54 Lage
- 1925: Wohnhausgruppe in Köln-Marienburg, Eugen-Langen-Str. 11–13 (mit Joseph Fieth)[8] Lage
- 1927–1928: Mehrfamilienhäuser an der Aachener Straße in Köln[8]
- 1927–1928: Mehrfamilienhäuser Zülpicher Str./ Sülzgürtel in Köln-Sülz Lage
- 1928: Pianohaus Sauerwald in Köln[8]
- 1928–1931: Wasserwerk Weiler in Köln-Blumenberg[8] Lage
- 1929: Pelzhaus A. Weiss in Köln, Schildergasse 14-16 Lage
- vor 1929: Lagerhaus der Firma W. Licht am Gereonswall[8]
- vor 1929: Wohnhausgruppe am Mathiaskirchplatz in Köln-Bayenthal[8] Lage
- vor 1929: Wohlfahrtshaus in Bergisch Gladbach[8] Lage
- vor 1930: Mehrfamilienhäuser Fröbelstr./Weinbergstr. in Köln
- 1930: Hochpfortenhaus in Köln, Hohe Pforte 9-11 (mit Joseph Fieth) Lage
- 1933–1935: NS-Ordensburg Vogelsang (1. Bauabschnitt, nicht vollendet) Lage
- 1934–1936: NS-Ordensburg Crössinsee (1. Bauabschnitt, nicht vollendet) Lage
- 1935–1939: KdF-Seebad Prora auf Rügen (nicht vollendet) Lage
- 1936–1937: Villa in Grünwald, Nördliche Münchner Straße 12 Lage
- 1936–1939: Gut Rottland bei Waldbröl (1945 zerstört)Lage
- 1938: Adolf-Hitler-Schule in Waldbröl (nicht vollendet)[9]
- vor 1939: Cafe Füllenbach in Köln[10]
- 1952: Wohn- und Geschäftshaus Neumarkt 1b in Köln[11] Lage